# 譚強
譚 強（たん きょう、タン・チャン、英語: Tan Qiang、1998年9月16日 - ）は、中華人民共和国の男子バドミントン選手。

## 経歴
何濟霆とペアを組み、世界選手権準優勝などを果たす。
2022年半ばから任翔宇とペアを組む。
2023年10月からは周昊東とペアを組む。